# Acinia hendeli
Acinia hendeli är en tvåvingeart som beskrevs av Aczel 1958. Acinia hendeli ingår i släktet Acinia och familjen borrflugor. Inga underarter finns listade i Catalogue of Life.